# Tentakulity
Tentakulity (Tentaculita) – gromada bezkręgowców z grupy Lophotrochozoa o nieustalonej w pełni pozycji systematycznej. Dawniej tentakulity uznawano za blisko spokrewnione z pierścienicami, późniejsi autorzy włączali je do mięczaków, a inni do czułkowców. Nowsze badania potwierdzają ich przynależność do czułkowców, a taksonem najbliżej spokrewnionym z tentakulitami mogą być kryzelnice.
W zapisie kopalnym znane co najmniej od środkowego ordowiku (kornulitidy). Cornulitida prawdopodobnie wymarły w karbonie, jednak inne tentakulity przetrwały – np. mikrokonchidy dotrwały do środkowej jury (baton).
Szczyt rozwoju przechodzą w dewonie, wtedy też pewne gatunki tentakulitów miały znaczenie stratygraficzne pomocniczo datując wiek skał. Zwierzęta morskie, o muszli wapiennej, wielkości 1,5–3,0 cm. Muszla stożkowata, lekko zakrzywiona, pokryta poprzecznymi guzkowatymi pierścieniami. Prowadziły tryb życia ruchomego bentosu, być może także nektobentosu.

## Przypisy

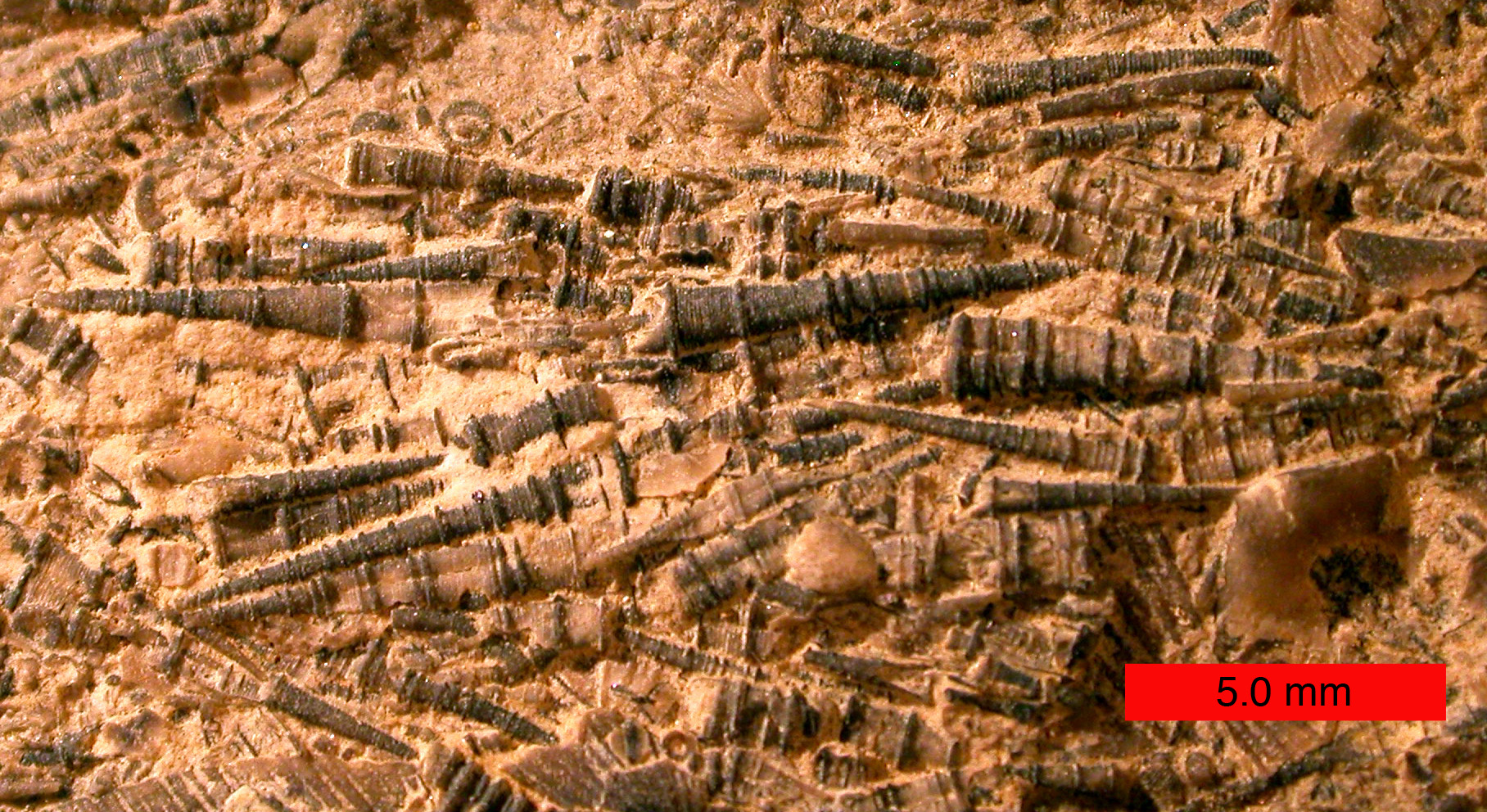
Dewoński tentakulitid